# Orcomen (Arcàdia)
Orcomen o Orcòmenos (grec antic: Ὀρχομενός, en llatí: Orchomenus) és una ciutat d'Arcàdia (Grècia), situada en una plana envoltada de muntanyes. Antigament van tenir per enemics els seus veïns de Mantinea. La ciutat fou abandonada cap al segle iv aC, però diferents exèrcits lluitaren més tard per posseir la seva acròpoli, que els ajudava a dominar el territori circumdant. Les ruïnes de l'antiga ciutat es troben a la vora de la moderna ciutat homònima, que abans del 1963 s'anomenava Kalpaki (Καλπάκι).

## Geografia
Està situada en una plana envoltada de muntanyes per tots els costats. La línia de muntanyes a l'extrem sud s'anomena Anquísia i separa la ciutat d'Orcomen del territori de Mantinea; al nord hi ha una altra cadena muntanyosa més alta que la del sud, que s'anomena Oligirtos, a l'altra banda de la qual estan els territoris de Fèneos i Estimfal; cap a l'est i l'oest hi ha dues cadenes de muntanyes en paral·lel sense nom determinat, les de la banda est tenen una altitud màxima de 1.600 m les de l'oest uns 1.200 m. La plana està dividida en dos per l'existència de dos turons tan propers entre ells que només queda espai per un estret barranc. El turó occidental, a causa del seu aspecte aspre, es diu Τραχύ (Trachy, 'aspre'); sobre el cim del turó oriental estava l'acròpoli de l'antiga Orcomen. La banda nord de la plana és més baixa que la banda sud. Com que a la banda nord no hi ha camí per desaiguar les aigües que baixen de les muntanyes, es forma un gran llac, mentre que a la banda sud les aigües segueixen el camí format pel barranc de separació nord-sud. L'acròpoli estava a 900 msnm i s'assembla a la gran fortalesa d'Itome, a Messènia, també controlant dues planes.

## Història
Per la seva situació i les seves històries llegendàries es pot deduir que va ser una de les ciutats importants d'Arcàdia en l'antiguitat. Pausànias relata que Orcomen va ser fundada per un heroi del mateix nom, el fill de Licàon; però una altra tradició diu que a la mort d'Arcas, els seus dominis van ser dividits entre ells seus tres fills: Èlat, Afidant i Azà, i la part d'Èlat va passar després a Orcomen.
Es deia que els reis d'Orcomen van governar per gairebé tota l'Arcàdia. Pausànias va fer una llista d'aquests reis, un que es deia Aristòcrates, fill d'Ecmis, fou lapidat fins a morir per la seva gent com a càstig per haver violat una sacerdotessa verge de la deessa Àrtemis Hímnia. Aristòcrates fou succeït pel seu fill Hicetis, i aquest pel seu fill Aristòcrates II, qui, havent abandonat els messenis en una batalla de la segona guerra contra Esparta, va morir igual que el seu avi apedregat pels arcadis. Aquest sembla que va ser el darrer rei d'Orcomen que va governar sobre Arcàdia, però la seva família no va ser apartada del tron d'Orcomen, ja que el seu fill Aristodem va ser-ne rei. Fins i tot la monarquia va perdurar més temps a Orcomen que en altres ciutats gregues, per exemple Teòfil narra que Pisístrat, rei d'Orcomen, va ser assassinat per la noblesa durant la guerra del Peloponès.
Orcomen és esmentada per Homer, que li dona l'epítet πολύμηλος (polými̱los); el poeta Ovidi l'anomena ferax («fèrtil») i Apol·loni Rodi, ἀφνεός (afneos). En les guerres mèdiques, Orcomen va enviar 120 homes a les Termòpiles, i 600 a la batalla de Platea. Durant la guerra del Peloponnès, els lacedemonis van deixar a Orcomen els arcadis que havien pres com a ostatges; però els murs de la ciutat estaven llavors en un lamentable estat i quan els atenencs i els seus aliats van avançar contra la ciutat l'any 418 aC, la gent d'Orcomen no van gosar oferir resistència i van lliurar els ostatges.
En l'època de la fundació de Megalòpolis, Orcomen exercia la seva supremacia sobre Tísoa, Metídrion i Teutis; però els habitants d'aquestes ciutats van ser transferits a Megalòpolis i els seus territoris també. Els ciutadans d'Orcomen, tot i la seva enemistat amb els de Mantinea, van rebutjar unir-se a la confederació d'Arcàdia i s'hi van enfrontar en solitari contra aquella ciutat. A partir de llavors Orcomen va perdre la seva importància política; però, per la seva situació, posseir-la va ser amb freqüència motiu de guerra. En la batalla entre Cassandre i Polispercó, va caure en poder d'aquest l'any 313 aC. Després va passar en mans dels etolis. Un dirigent anomenat Nearc va fer un pacte amb la lliga aquea cap a l'any 234 aC. Posteriorment Cleòmenes III se'n va apoderar l'any 229 aC, amb el consentiment dels etolis. El 223 aC va tornar a Antígon Doson, qui va emplaçar una guarnició macedònia. Més tard, sota pressió romana, Filip V de Macedònia la va tornar als aqueus.
Estrabó la va esmentar entre les ciutats d'Arcàdia que van desaparèixer o que en van quedar poques traces, cosa que a Pausànias li va semblar una exageració. Quan al segle xix l'historiador William Smith va visitar el lloc, l'acròpoli estava en ruïnes i només quedaven uns vestigis de l'àgora i les muralles, però al peu de la muntanya romanien les cases d'una ciutat deshabitada. És probable que per la guerra del Peloponnès ja l'haguessin abandonat o no haurien pogut resistir els atacs de la força invasora, i el lloc només va estar ocupat per guerrers d'un bàndol i altre. Pausànias en la seva descripció de la ciutat diu que hi havia una font, un temple dedicat a Posidó i un altre a Afrodita, amb estàtues de fusta. A prop de la ciutat hi havia una estàtua d'Àrtemis ficada en un gran cedre. A la part baixa hi havia alguns monticles de pedres que es deia s'havien erigit en memòria de guerrers morts en batalla.